# 1389 en santé et médecine
| Années de la santé et de la médecine : 1386 - 1387 - 1388 - 1389 - 1390 - 1391 - 1392    |
| Décennies de la santé et de la médecine : 1350 - 1360 - 1370 - 1380 - 1390 - 1400 - 1410 |

Cet article présente les faits marquants de l'année 1389 en santé et médecine.

## Événements
- Au procès pour erreur médicale intenté à Marseille au médecin juif Abraham Bondavin, « le choix des experts écarte toute idée de discrimination » et l'enjeu est à situer plutôt entre la pratique médicale conservatrice, scolastique  et humoriste des plaignants et les expérimentations innovantes de l'accusé[1].
- Fondation de l'hôpital de Plombières en Lorraine par Ancel, sire de Darnieulles, qui en confie l'administration au prieuré d'Hérival[2].
- Fondation de la pharmacie royale (« Apteka Królewska ») de Toruń, en Pologne, par Albert, apothicaire venu de Breslau[3].
- À Apt, dans le comté de Provence, Guillaume Hortulano, prévôt du chapitre de la cathédrale Sainte-Anne, fonde un hôpital qu'il place sous le patronage de saint Castor, et qui fusionne peu après avec l'hôpital Saint-Benoît[4].
- Une maladrerie Saint-Lazare est attestée à Chorges, dans le Dauphiné[5].

## Décès
- Jean-Jacques de Marles (date de naissance inconnue), maître-régent à la faculté de médecine de Paris, médecin du roi Charles V en 1379, et de Charles VI à partir de 1383[6],[7].
- Giovanni Santasofia (date de naissance inconnue), médecin de Louis de Gonzague à Mantoue, professeur à Padoue, auteur d'un Consilium ad pestilentiam, commentateur de  l'Ars medica de Galien[8].